# 雷博尔东伊什 (圣蒂尔苏)
雷博尔东伊什是葡萄牙波尔图区的一个堂区。总面积5.72平方公里，总人口3559人，人口密度622.2人/平方公里。